# Васіліос Пліацікас
Васіліос Пліацікас (грец. Βασίλης Πλιάτσικας, нар. 14 квітня 1988, Афіни) — грецький футболіст, півзахисник грецького «Паніоніоса».

## Клубна кар'єра
Народився 14 квітня 1988 року в місті Афіни. Вихованець юнацьких команд футбольних клубів «Арголіда 2000», «Діовоніотіс» та «Хайдарі».
У дорослому футболі дебютував 2004 року виступами за «Хайдарі», в якому провів один сезон, взявши участь лише у 5 матчах чемпіонату.
Своєю грою за цю команду привернув увагу представників тренерського штабу клубу АЕК, до складу якого приєднався 2005 року. Відіграв за афінський клуб наступні чотири сезони своєї ігрової кар'єри.
30 червня 2009 року підписав чотирирічний контракт з «Шальке 04», проте же у січні 2010 року Васілеос порвав зв'язки і змушений був пропустити пів року, а також ЧС-2010. Після відновлення від травми Пліацикас міцно засів у резерві і за сезон 2010–11 провів лише один матч у чемпіонаті Німеччини, виступаючи здебільшого за другу команду гільзенкірхенців. 1 червня 2011 року Пліацикас на правах оренди до кінця сезону перейшов в «Дуйсбург», що виступав у другій бундеслізі, де відіграв у 22 матчах чемпіонату, після чого повернувся в «Шальке», але знову так і не пробився до основного складу.
Влітку 2013 року після завершення контракту покинув «Шальке», після чого пів року був вільним агентом.
27 лютого 2014 року Пліацикас став гравцем донецького «Металурга». 23 березня дебютував за донеччан в матчі чемпіонату проти луганської «Зорі», відігравши весь матч. Після цього зіграв у 10 матчах чемпіонату до кінця сезону.
Влітку 2014 року перейшов до румунської «Астри».

## Виступи за збірні
2005 року дебютував у складі юнацької збірної Греції, разом з якою брав участь у юнацьких чемпіонатах Європи 2007 та 2008 років. Загалом взяв участь у 20 іграх на юнацькому рівні, відзначившись 5 забитими голами.
2007 року залучався до складу молодіжної збірної Греції. На молодіжному рівні зіграв у 12 офіційних матчах, забив 1 гол.
19 листопада 2008 року дебютував в офіційних матчах у складі національної збірної Греції в грі проти збірної Італії (1:1).  Наразі провів у формі головної команди країни 5 матчів.

## Титули і досягнення
- Володар Кубка Німеччини (1):

«Шальке 04»: 2010-11